# Martin Semerád
Martin Semerád (ur. 24 maja 1990) – czeski kierowca rajdowy. Od 2009 roku jeździ w mistrzostwach świata.

## Życiorys
Karierę rajdową Semerád rozpoczął w 2007 roku, gdy wystartował w Rajdzie Lužické Hory. Początkowo startował w czeskich rallysprintach, a następnie także w mistrzostwach Czech. W 2009 roku został członkiem grupy Pirelli Star Driver. W tym samym roku rozpoczął starty w mistrzostwach świata, w serii Production Cars WRC. Swój debiut w mistrzostwach zaliczył w maju 2009. Pilotowany przez Bohuslava Ceplechę i jadący Mitsubishi Lancerem Evo IX zajął wówczas 33. miejsce w Rajdzie Norwegii (10. w PWRC). W październikowym Rajdzie Wielkiej Brytanii po raz pierwszy stanął na podium w PWRC, zajmując 3. miejsce. Zarówno w 2009 i 2010 roku zajął w PWRC 15. pozycję.
W sezonie 2011 Semerád zajął 4. miejsce w klasyfikacji PWRC i dwukrotnie stanął na podium. Wygrał Rajd Szwecji, stając się najmłodszym zwycięzcą w PWRC w historii oraz był trzeci w Rajdzie Portugalii.

## Występy w rajdach WRC
| Sezon | Zespół                             | Samochód                                         | 1        | 2      | 3  | 4        | 5             | 6          | 7        | 8      | 9      | 10        | 11      | 12        | 13 | 14 | 15 | 16 | Punkty | Miejsce |
| ----- | ---------------------------------- | ------------------------------------------------ | -------- | ------ | -- | -------- | ------------- | ---------- | -------- | ------ | ------ | --------- | ------- | --------- | -- | -- | -- | -- | ------ | ------- |
| 2009  | Martin Semerád Pirelli Star Driver | Mitsubishi Lancer Evo XI Mitsubishi Lancer Evo X | Irlandia | 33     | NU | 38       | Argentyna     | NU         | NU       | Polska | NU     | Australia | NU      | 14        |    |    |    |    | 0      | -       |
| 2010  | Czech National Team                | Mitsubishi Lancer Evo IX                         | 30       | Meksyk | NU | Turcja   | Nowa Zelandia | Portugalia | Bułgaria | 30     | Niemcy | Japonia   | Francja | Hiszpania | NU |    |    |    | 0      | -       |
| 2011  | Martin Semerád                     | Mitsubishi Lancer Evo IX Mitsubishi Lancer Evo X | 16       | Meksyk | 16 | Jordania | Włochy        | 14         | Grecja   | NU     | Niemcy | Australia | Francja | 36        | NU |    |    |    | 0      | -       |

## Występy w PWRC
| Sezon | Zespół                             | Samochód                                         | 1      | 2      | 3      | 4   | 5      | 6      | 7      | 8     | 9      | Punkty | Miejsce |
| ----- | ---------------------------------- | ------------------------------------------------ | ------ | ------ | ------ | --- | ------ | ------ | ------ | ----- | ------ | ------ | ------- |
| 2009  | Martin Semerád Pirelli Star Driver | Mitsubishi Lancer Evo XI Mitsubishi Lancer Evo X | NOR 10 | CYP NU | POR 8  | ARG | ITA NU | GRE NU | AUS    | GBR 3 |        | 7      | 15.     |
| 2010  | Czech National Team                | Mitsubishi Lancer Evo IX                         | SWE 5  | MEX    | JOR NU | NZL | FIN 6  | DEU    | JPN    | FRA   | GBR NU | 18     | 15.     |
| 2011  | Martin Semerád                     | Mitsubishi Lancer Evo IX Mitsubishi Lancer Evo X | SWE 1  | POR 3  | ARG 5  | FIN | AUS NU | ESP 10 | GBR NU |       |        | 51     | 4.      |

## Występy w IRC
| Sezon | Zespół         | Samochód                 | 1   | 2   | 3   | 4   | 5   | 6      | 7   | 8      | 9   | 10  | 11  | 12 | 13 | Punkty | Miejsce |
| ----- | -------------- | ------------------------ | --- | --- | --- | --- | --- | ------ | --- | ------ | --- | --- | --- | -- | -- | ------ | ------- |
| 2008  | PK Oil Racing  | Mitsubishi Lancer Evo IX | STA | POR | YPR | ROS | MAD | BAR NU | AST | SAN    | VAL | CHI |     |    |    | 0      | -       |
| 2009  | Sherlog Racing | Mitsubishi Lancer Evo IX | MON | KUR | SAF | AZO | YPR | ROS    | MAD | BAR NU | AST | SAN | SZK |    |    | 0      | -       |